# علم‌کوه

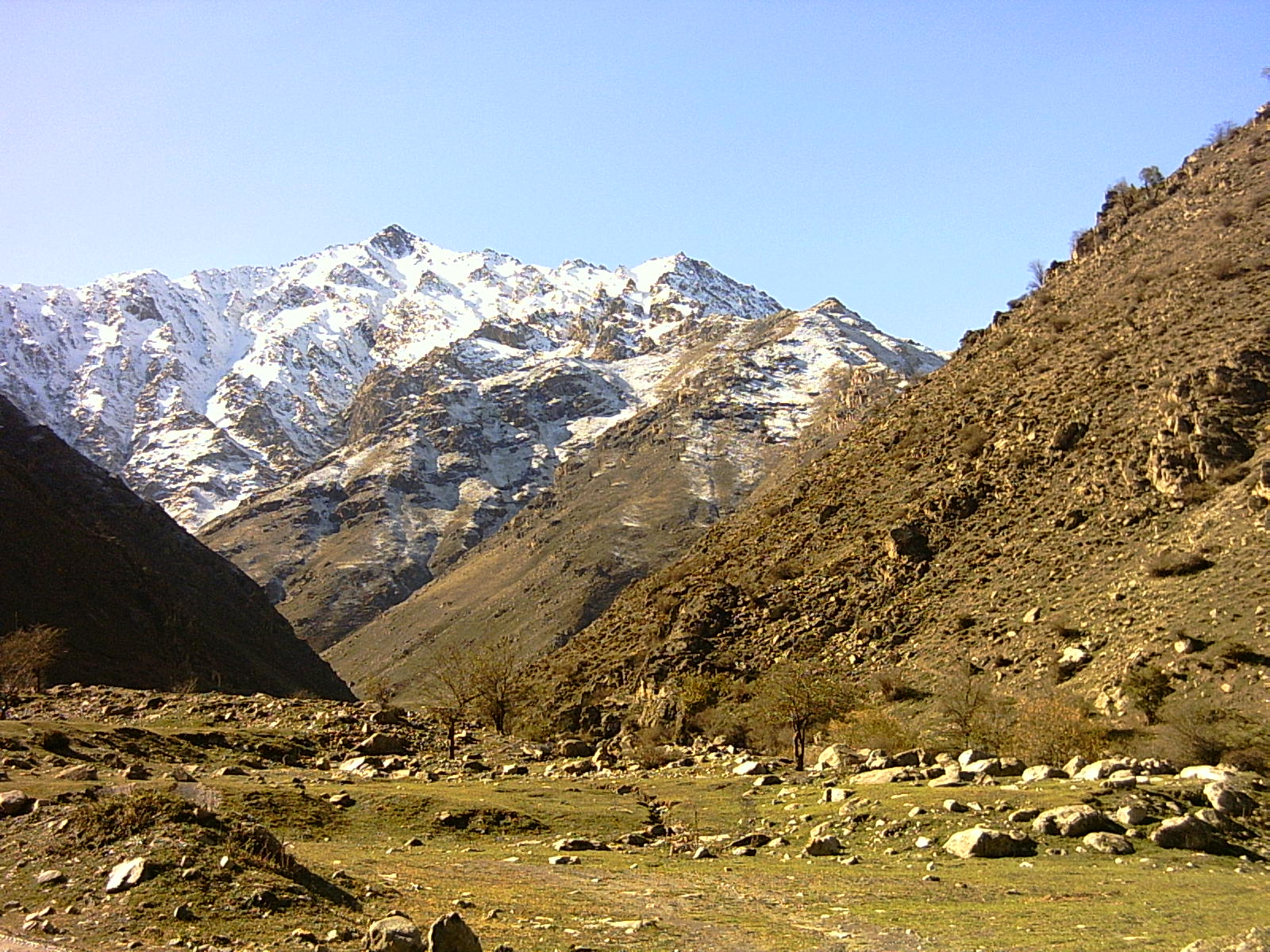
نمایی از پسند کوه

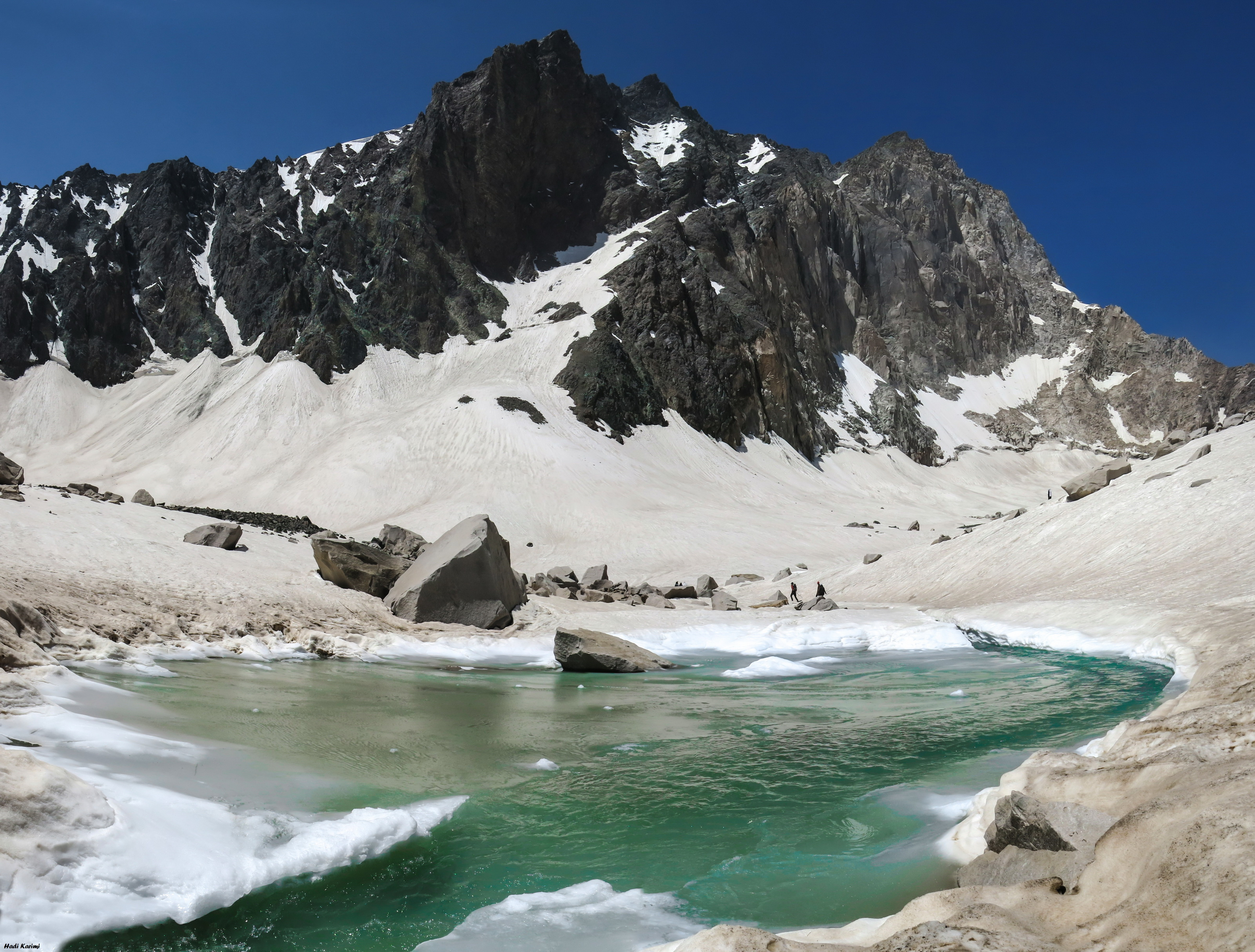
دریاچه یخچالی در پای دیواره علم‌کوه

علم‌کوه، کوهی واقع در شمال ایران است که دومین کوه بلند ایران پس از دماوند است. علم‌کوه در جنوب دریای مازندران و در پارهٔ مرکزی رشته‌کوه البرز در منطقهٔ تخت سلیمان جای دارد. این کوه از دیدگاه تقسیمات کشوری، در شهرستان کلاردشت در استان مازندران قرار گرفته‌است. بیشتر شهرت این کوه به خاطر دیواره‌ای است که در دامنه شمالی آن واقع است و دارای فنّی‌ترین و سخت‌ترین مسیرهای سنگ‌نوردی و دیواره‌نوردی در ایران است. این دیواره در ایران، جایگاهی مانند کی۲ در جهان را داراست.

## موقعیت جغرافیایی
علم‌کوه در ۲۰ کیلومتری جنوب غربی شهرستان کلاردشت و در غرب استان مازندران قرار گرفته‌است. کلاردشت نزدیک‌ترین شهر استان مازندران به این منطقه و پراچان و طالقان نزدیکترین شهرها در استان البرز به علم‌کوه هستند. از جبههٔ شمالی این کوه مشرف به کلاردشت و در جبهه جنوبی نیز این کوه مشرف به طالقان است.

## مسیرهای صعود
با توجه به ارتباط علم کوه با کوه‌های اطراف و وجود دیواره و گرده، برای رسیدن به آن راه‌های بسیاری وجود دارد. مسیرهای رایج صعود به علم کوه را می‌توان به دو مسیر کوهپیمایی جنوبی، یک مسیر کوهنوردی شمالی و یک مسیر دیواره‌نوردی تقسیم‌بندی کرد.
- مسیر جبهه جنوبی؛ مسیر کوهپیمایی که از رودبارک آغاز می‌شود و با گذر از ونداربن، تنگ گلو و حصار چال از سمت جنوبی به قله علم‌کوه می‌رسد، ساده‌ترین مسیر صعود به قله است؛ که معمولاً با شب مانی در دشت حصار چال همراه است.[۳]
- مسیر جبهه شمالی؛ مسیر کوهپیمایی شمالی هم از رودبارک آغاز می‌شود و با گذر از ونداربن، پناهگاه سرچال، علم‌چال و گردنهٔ سیاه سنگ از سمت شرق به قله علم‌کوه می‌رسد. این مسیر به عنوان یکی از سخت‌ترین مسیرهای کوهپیمایی در ایران محسوب می‌شود و غالباً با یک شب مانی در پناهگاه سرچال همراه است.[۳]
- مسیر دیواره شمالی؛ مسیر دیواره‌نوردی هم از رودبارک آغاز می‌شود و با گذر از ونداربن، پناهگاه سرچال، علم‌چال و دیواره شمالی به قله می‌رسد که با توجه به تعدد مسیرهای دیواره علم صعود متفاوتی خواهد بود.[۳]
- مسیر گرده آلمان‌ها؛ مسیر کوهنوردی که از رودبارک آغاز می‌شود و با گذر از ونداربن، پناهگاه سرچال، علم‌چال و گرده آلمان‌ها دقیقاً از سمت شمال به قله علم‌کوه می‌رسد. این مسیر از لحاظ زمانی کوتاه‌تر از مسیر سیاه سنگ است ولی نیازمند ابزار فنی می‌باشد و مانند آن، غالباً با یک شب مانی در پناهگاه سرچال همراه است.[۳]

## دیوارهٔ علم‌کوه

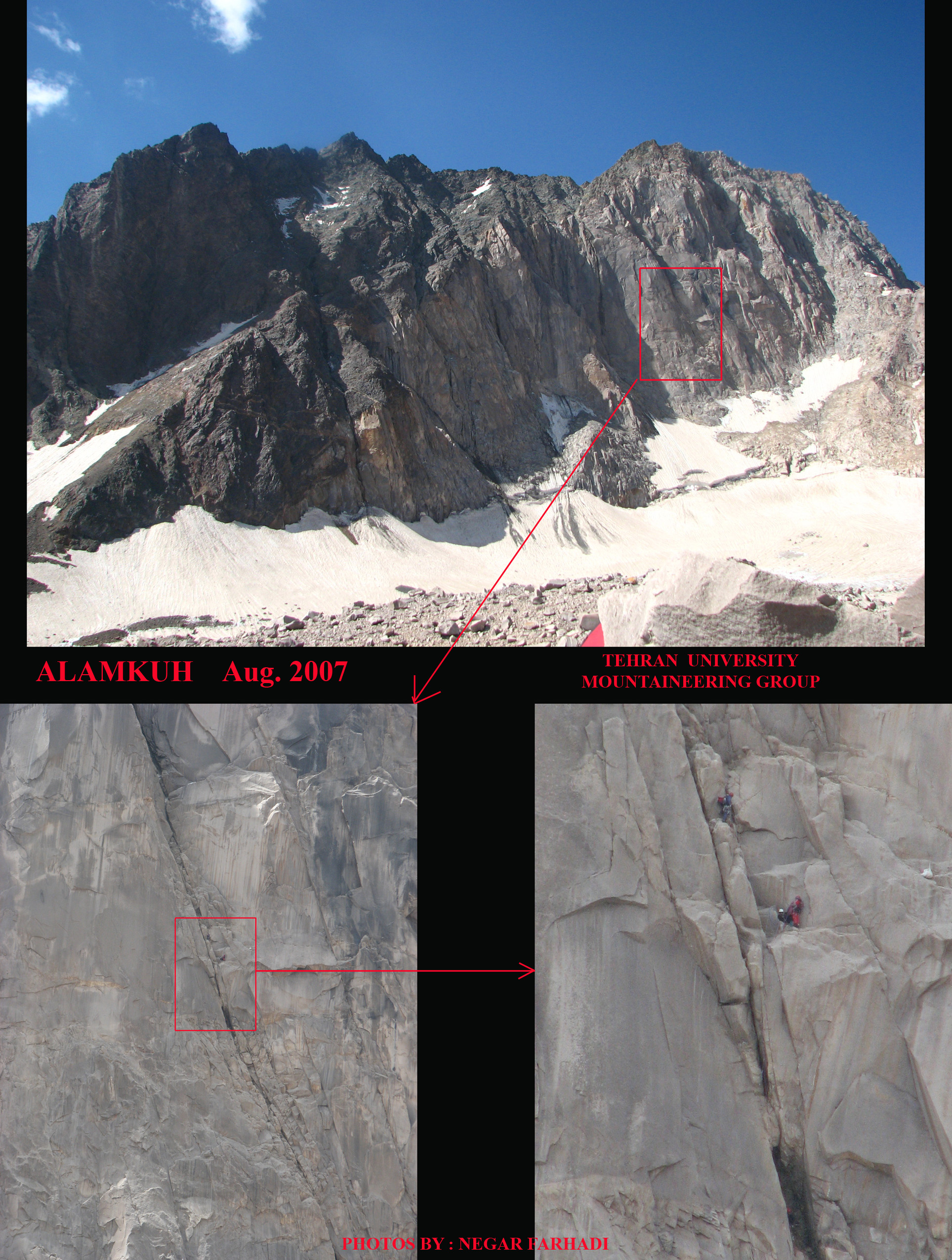
نمای دور و نزدیک از دیواره علم کوه

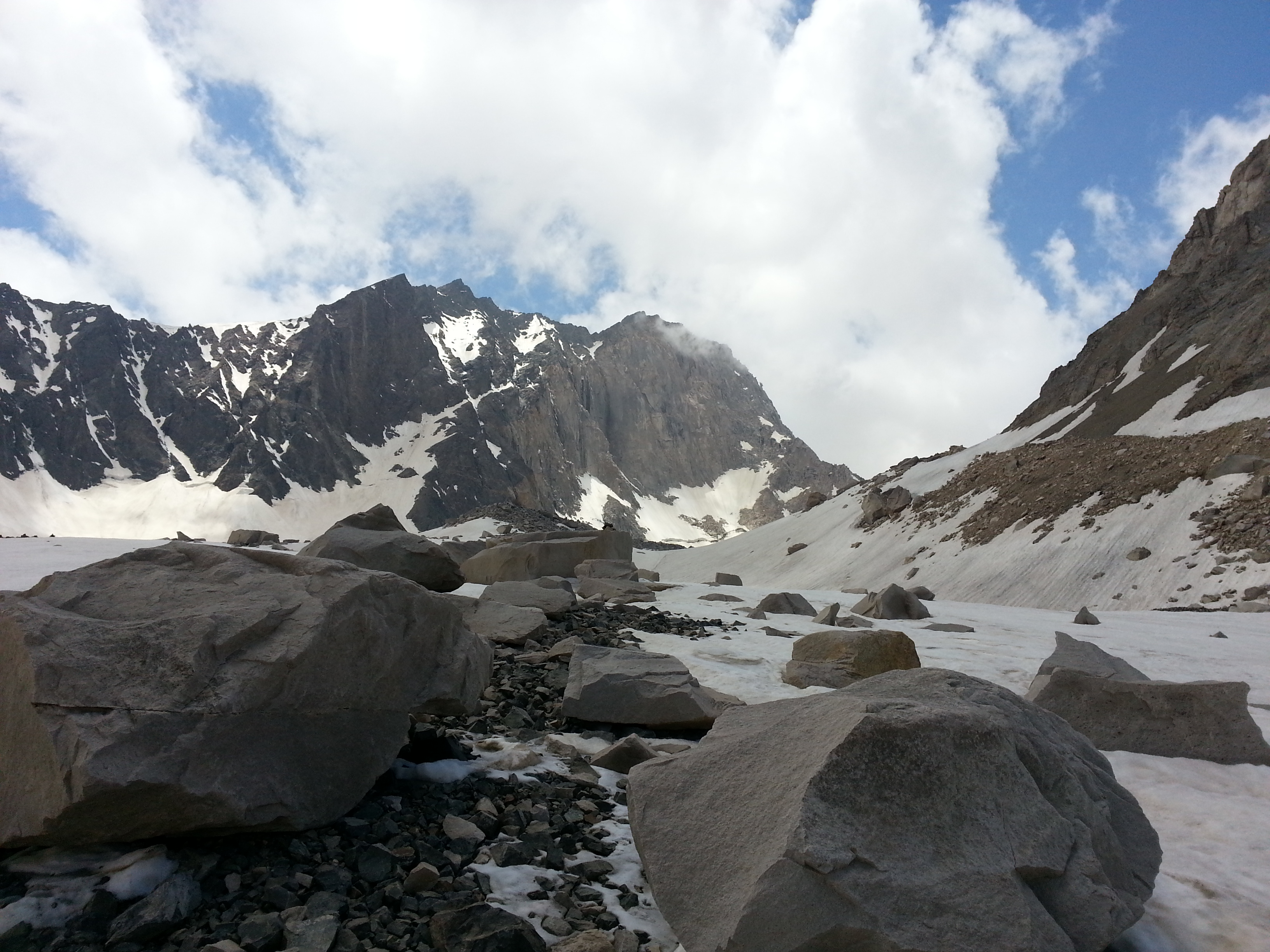
دیواره علم کوه

در جبههٔ شمالی این قله، دیواره‌ای به طول ۶۵۰ متر وجود دارد که یکی از زیباترین و مشکل‌ترین دیواره‌های دنیا به‌شمار می‌رود. منطقهٔ علم کوه دارای ۴۷ قلّهٔ بالای ۴۰۰۰متر است.
جبههٔ شمال-شمال شرقی قلهٔ علم کوه از یک دیوارهٔ تقریباً ۵۵۰ متری گرانیتی تشکیل شده. اگر جایی ارتفاع ۸۰۰ متر برای این دیواره ذکر شده، اشتباه نیست چرا که یخچال علم چال به ارتفاع تقریبی - میانگین ۴۰۵۰ متر در پای این دیواره با شیب نسبتاً تندی به آن رسیده‌است؛ و ارتفاع تقریبی ۸۰۰ متر که بعضاً در منابع ذکر شده با احتساب این قسمت می‌باشد.
جنس این دیواره از نوع گرانیت متخلخل و به رنگ حنایی روشن است. از دیر باز قلهٔ علم کوه و دیوارهٔ آن مورد توجه کوهنوردان بوده‌است. نه تنها کوهنوردان ایرانی، بلکه کوهنوردان آلمانی، فرانسوی، انگلیسی، ایتالیایی و… نیز بر روی مسیرهای متعدد این دیواره صعود انجام داده‌اند.
مسیر گردهٔ آلمان‌ها-فرانسوی‌ها از اولین مسیرهای گشوده شده روی گرده این دیواره می‌باشد.
از مسیرهای روی دیوارهٔ اصلی می‌توان به مسیرهای زیر اشاره کرد:
- آرش
- کرج
- بامداد
- شکوه
- روست علایی
- راژیا (عنوان قزوینی)

- ایرانی‌ها
- ایتالیایی‌ها (کریستال فال)
- اراکی‌ها
- تاکستانی‌ها
- تبریزی‌ها
- فرانسوی‌ها
- کرمانشاهی‌ها
- لهستانی‌ها ۴۸ و ۵۲
- همدانی‌ها ۶۷ و ۶۹

## پرافتخارترین صعودها

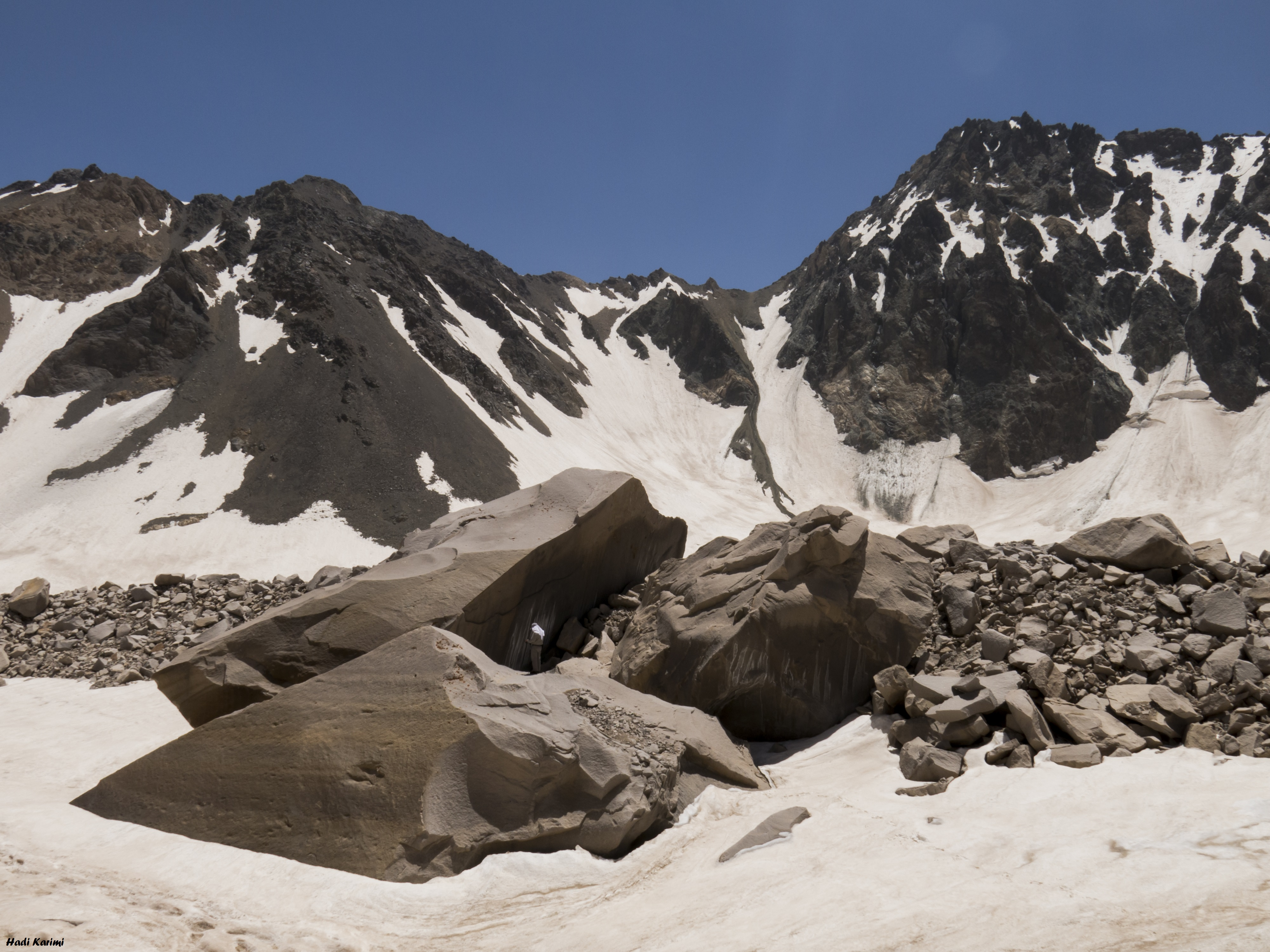
یخرفت‌های بزرگ در علم‌چال، به فرد ایستاده روی سنگ دقت کنید.

سال‌های ۱۳۶۰ تا ۱۳۷۰ را می‌توان اوج تحول دیواره‌نوردی ایران نامید. در سال ۶۴ بعداز رول‌کوبی کتیبه لهستانی‌ها که بعدها کتیبه مشهدی‌ها نام گرفت (توسط گروه آزادگان و گروه احد مشهد) سرعت صعودها سریعتر شد و سنگنوردان توانستند رکوردهای صعود دیواره را به طرز بسیار چشمگیری پایین آورده و نهایتاً رکورد عجیب و دست نیافتنی ۳ مسیر در یک روز را به یادگار بگذارند. (هاری‌رست، فرانسوی‌ها و لهستانی‌ها).
از دیگر شاهکارهای صعود این دیواره، بازکردن مسیر همدانی‌ها ۶۷ در ۶ ساعت توسط حسین طالبی مقدم و صعود فری سلوی سید حسین خوش چشم در سال ۶۹ از مسیر فرانسوی‌ها با زمان ۴ ساعت و ۲۵ دقیقه اشاره کرد. همچنین صعود فری سلوی حسن نجاریان در سال ۱۳۷۳ از مسیر هاری روست در نوع خود شاهکاری به حساب می‌آید
از دیگر صعودهای فری‌سلو می‌توان به صعود رضا خوشدل از مشهد به مسیر فرانسوی‌ها و فریبرز حسینی از کرمانشاه به مسیر هاری‌رست اشاره کرد.

## اثر طبیعی ملی علم‌کوه
اثر طبیعی ملی علم‌کوه یکی از آثار طبیعی ملی ایران و منطقه‌ای شامل قلهٔ علم‌کوه دومین قلهٔ مرتفع ایران و کوهپایهٔ آن است که با مساحتی بالغ بر ۴۰۷۷ هکتار با حکم شماره ۲۲۲ مورخ ۲۱ خرداد ۸۱ شورای عالی محیط زیست به مجموعهٔ مناطق تحت حفاظت سازمان محیط زیست ایران پیوست.

### ویژگی‌های منطقه
گونه‌های جانوری شاخص منطقه: کل و بز، خرس قهوه‌ای، پلنگ، گرگ، شغال، روباه، کبک دری و معمولی و گونه‌های گیاهی شاخص آن: ارس خزنده، گیاهان بالشتکی نظیر کلاه میرحسن، چوبک و گون می‌باشند.
قلهٔ علم کوه با داشتن قله‌های مرتفع، یخچال‌ها، دیواره‌های صعب‌العبور و چشم‌اندازهای طبیعی، همه ساله مورد توجه گردشگران، کوهنوردان و صخره‌نوردان قرار می‌گیرد.

## نقشه البرز مرکزی
| 1 | علم‌کوه    |
| 2 | آزادکوه   |
| 3 | دماوند    |
| 4 | دوبرار    |
| 5 | دوخواهران |
| 6 | قلعه‌گردن  |
| 7 | گرگ       |
| 8 | خلنو      |
| 9 | مهرچال    |

| 10 | میشینه‌مرگ       |
| 11 | ناز             |
| 12 | شاه البرز       |
| 13 | سیالان          |
| 14 | توچال           |
| 15 | وروشت           |
| 16 | پهنه‌حصار        |
|    | D پیست دیزین    |
|    | E امامزاده هاشم |

|  | K تونل کندوان |
|  | * سد لتیان    |
|  | ** سد لار     |
|  | ‎-۲۵–۵۰۰ متر   |
|  | ‎۵۰۰–۱۵۰۰ متر  |
|  | ‎۱۵۰۰–۲۵۰۰ متر |
|  | ‎۲۵۰۰–۳۵۰۰ متر |
|  | ‎۳۵۰۰–۴۵۰۰ متر |
|  | ‎۴۵۰۰–۵۶۱۰ متر |

| 1 | علم‌کوه    |
| 2 | آزادکوه   |
| 3 | دماوند    |
| 4 | دوبرار    |
| 5 | دوخواهران |
| 6 | قلعه‌گردن  |
| 7 | گرگ       |
| 8 | خلنو      |
| 9 | مهرچال    |

| 10 | میشینه‌مرگ       |
| 11 | ناز             |
| 12 | شاه البرز       |
| 13 | سیالان          |
| 14 | توچال           |
| 15 | وروشت           |
| 16 | پهنه‌حصار        |
|    | D پیست دیزین    |
|    | E امامزاده هاشم |

|  | K تونل کندوان |
|  | * سد لتیان    |
|  | ** سد لار     |
|  | ‎-۲۵–۵۰۰ متر   |
|  | ‎۵۰۰–۱۵۰۰ متر  |
|  | ‎۱۵۰۰–۲۵۰۰ متر |
|  | ‎۲۵۰۰–۳۵۰۰ متر |
|  | ‎۳۵۰۰–۴۵۰۰ متر |
|  | ‎۴۵۰۰–۵۶۱۰ متر |

| 1 | الموت  |
| 2 | چالوس  |
| 3 | دوهزار |
| 4 | هراز   |

| 5 | جاجرود |
| 6 | کرج    |
| 7 | کجور   |
| 8 | لار    |

| 9  | نور    |
| 10 | سرداب  |
| 11 | سه‌هزار |
| 12 | شاه‌رود |

| 1 | الموت  |
| 2 | چالوس  |
| 3 | دوهزار |
| 4 | هراز   |

| 5 | جاجرود |
| 6 | کرج    |
| 7 | کجور   |
| 8 | لار    |

| 9  | نور    |
| 10 | سرداب  |
| 11 | سه‌هزار |
| 12 | شاه‌رود |

| 1 | آمل |

| 2 | چالوس |

| 3 | کرج |

| 1 | آمل |

| 2 | چالوس |

| 3 | کرج |

## گالری

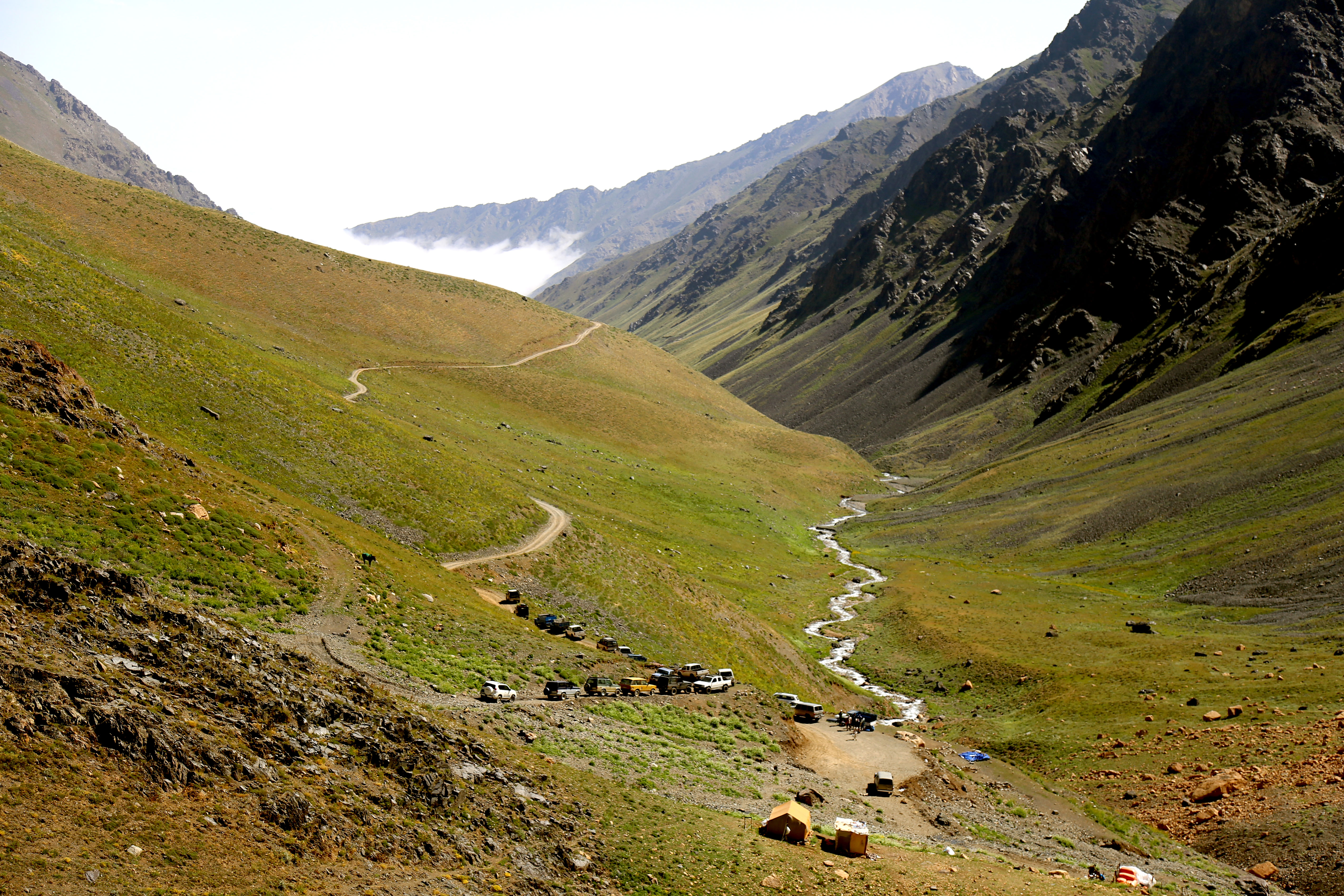
تنگ گلو
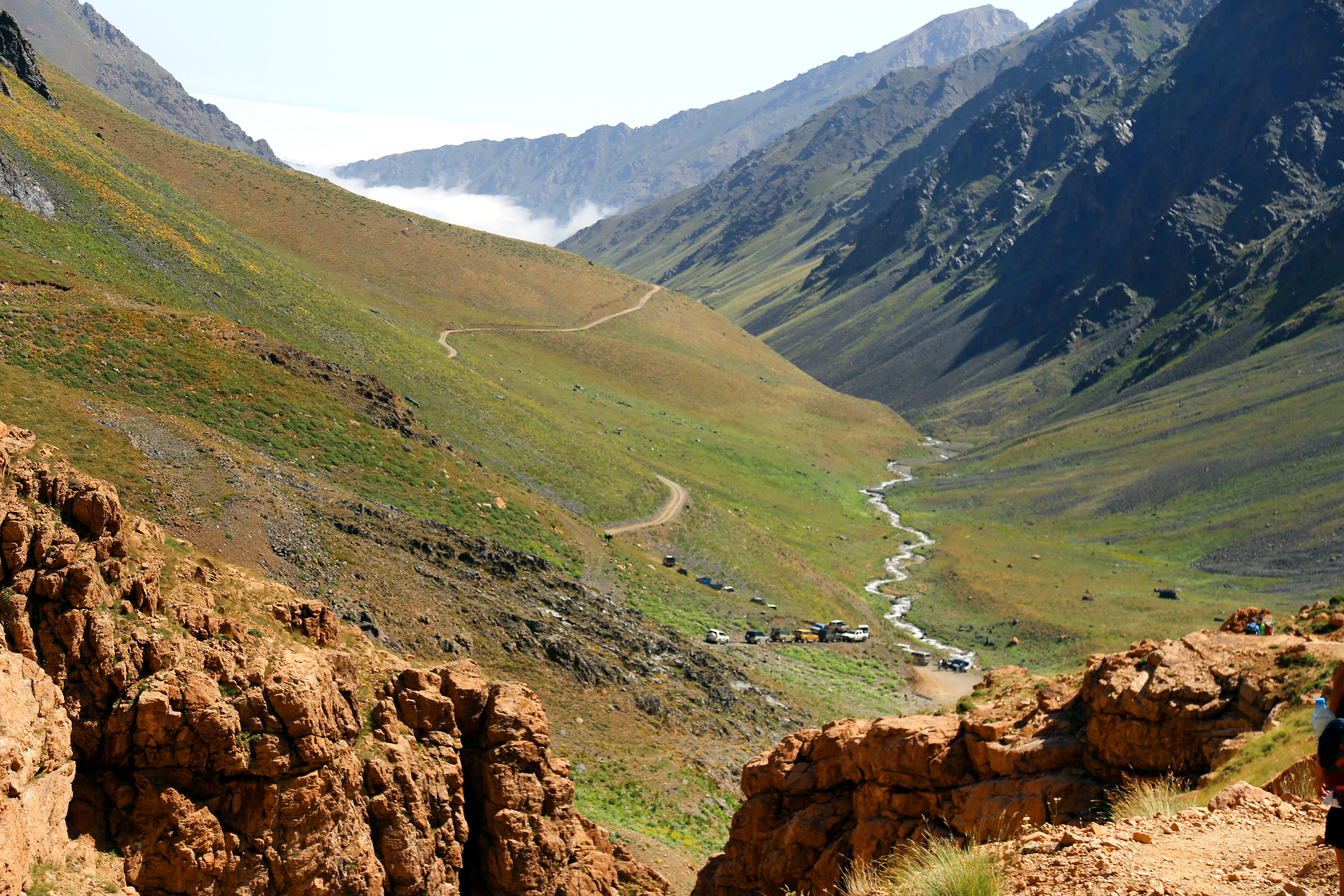
تنگ گلو
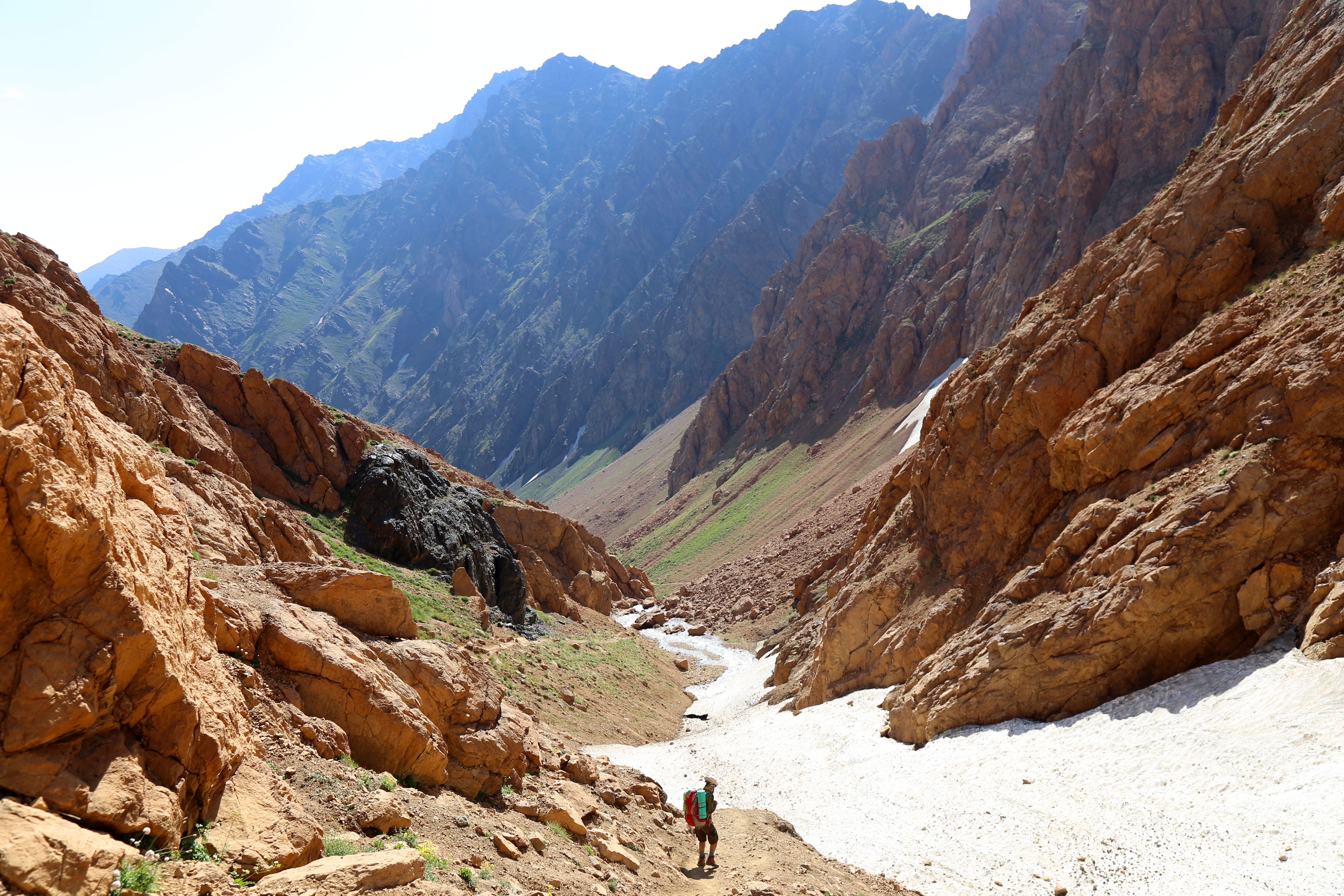
تنگ گلو
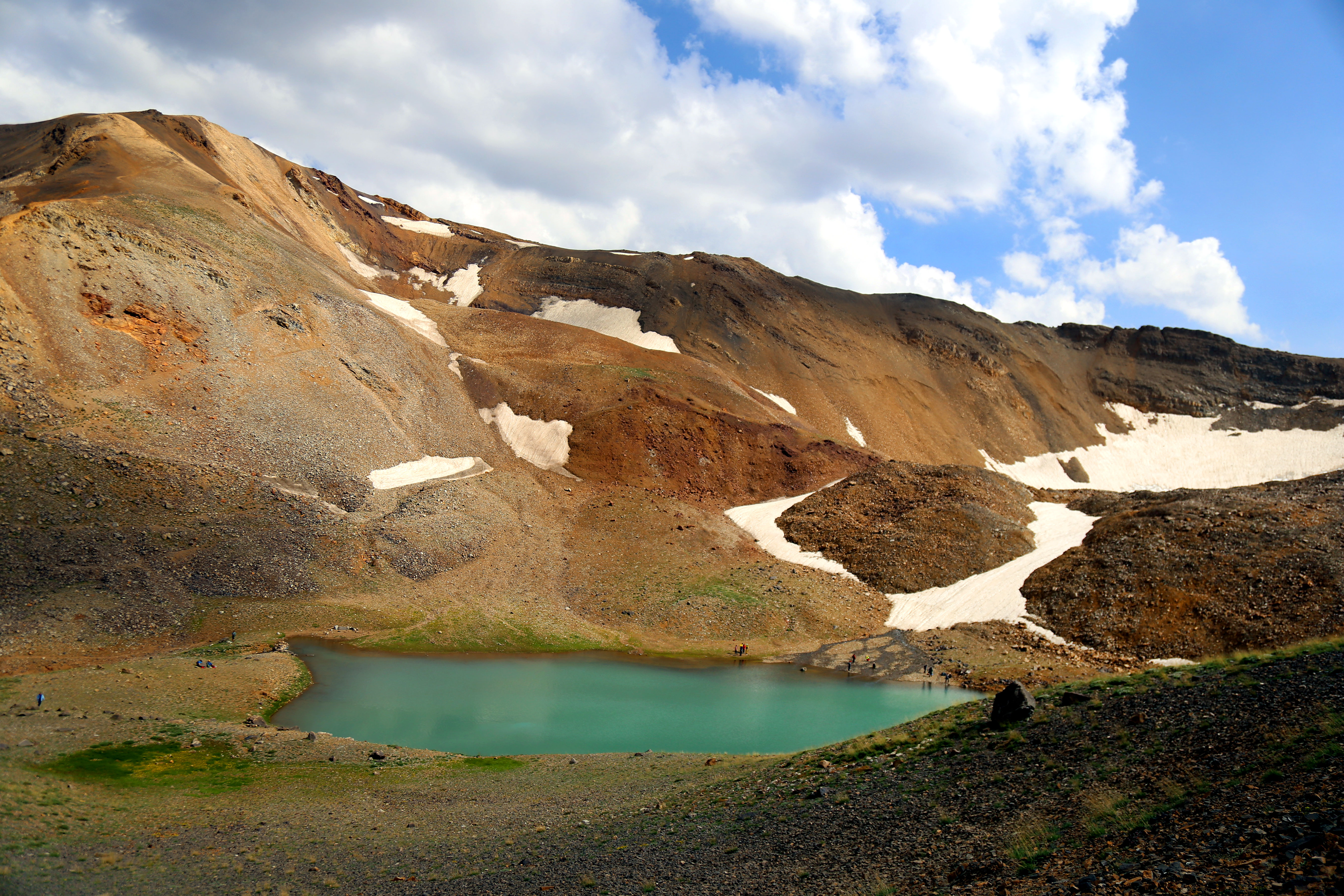
دریاچه هسارچال
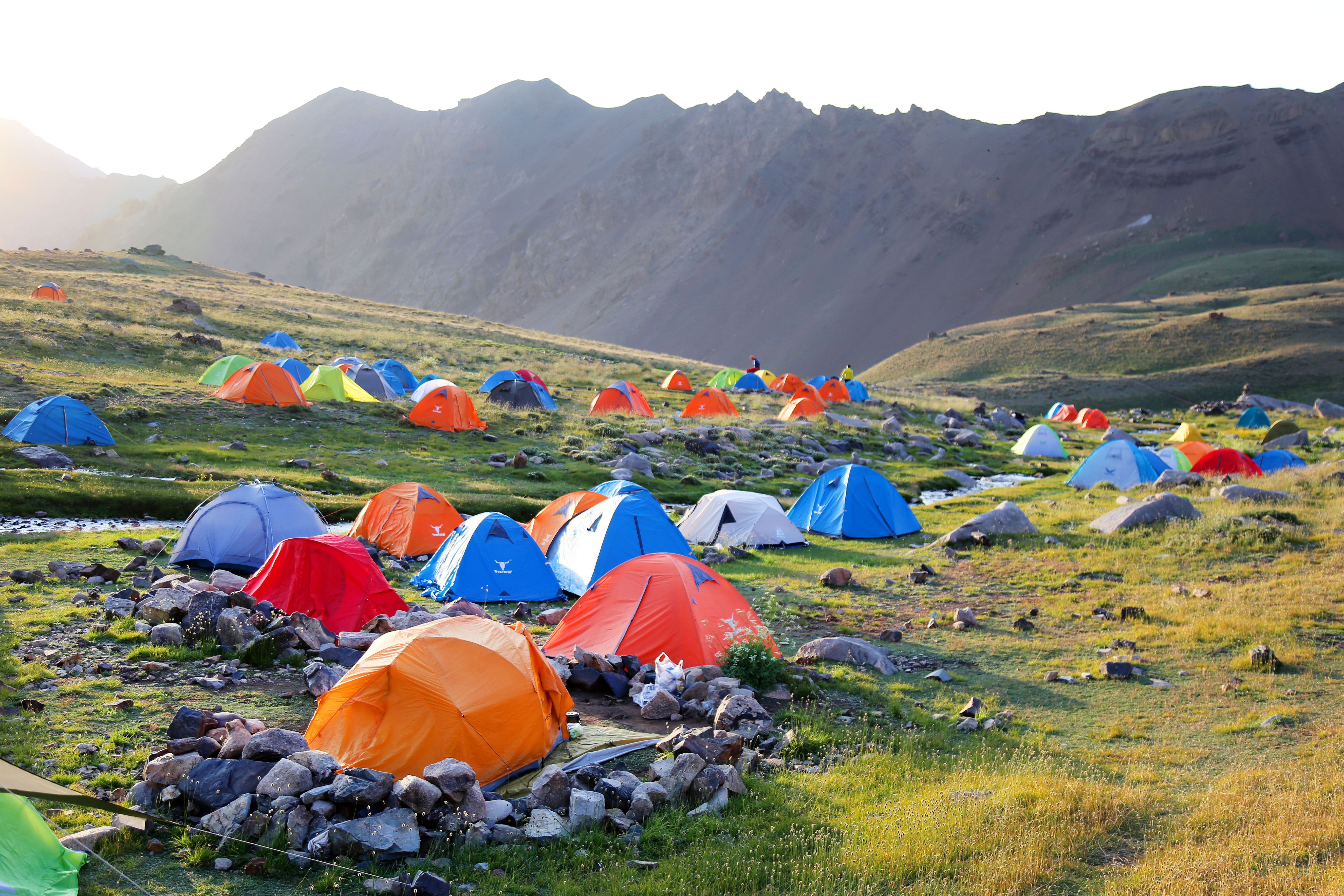
کمپ هسارچال
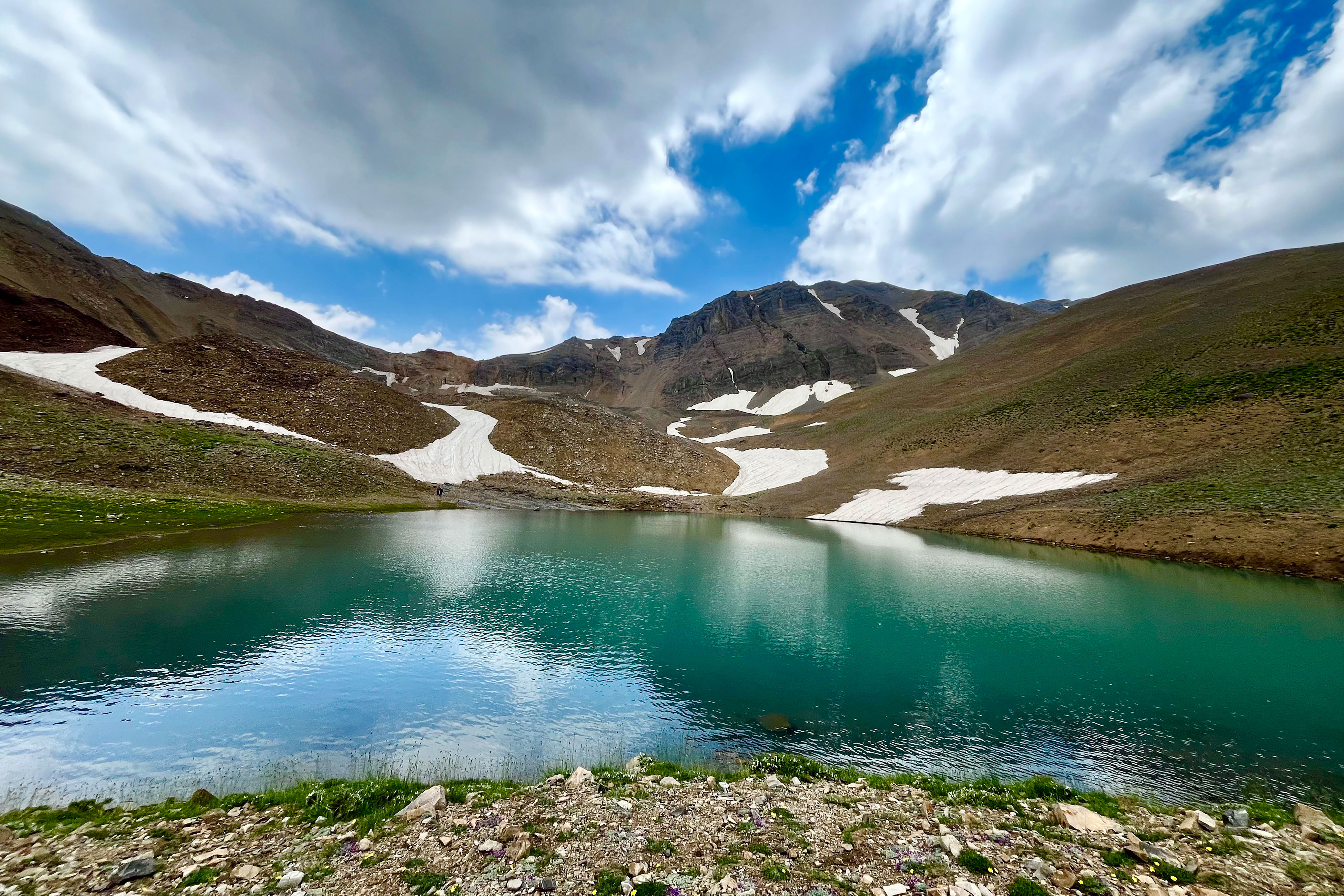
دریاچه هسارچال